# Zespół Feingolda
Zespół Feingolda (zespół oczno-palcowo-przełykowo-dwunastniczy, ang. Feingold syndrome, oculodigitoesophagoduodenal syndrome) – rzadki zespół wad wrodzonych o dziedziczeniu autosomalnie dominującym. Chorobę opisał jako pierwszy amerykański lekarz Murray Feingold w 1975 roku. Udowodniono związek zespołu z mutacją w genie N-MYC (MYCN, OMIM*164840) w locus 2p24.1.
Obraz kliniczny zespołu Feingolda nakłada się częściowo na fenotyp asocjacji VACTERL. Stwierdza się w nim mikrocefalię, nieprawidłowości budowy palców (brachymezofalangia i klinodaktylia 2. i 5. palca dłoni, syndaktylia 2. i 3., 4. i 5. palca stóp), atrezje przewodu pokarmowego (zwłaszcza przełyku, także dwunastnicy), niewielkie cechy dysmorficzne twarzy (krótkie szpary powiekowe, „pełność” oczodołów), niekiedy łagodne opóźnienie umysłowe.